# Plan van Iguala

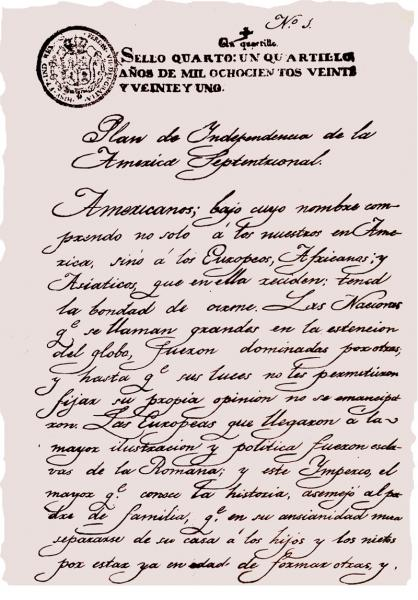
Plan van Iguala

Het Plan van Iguala, ook wel bekend als het Plan van de Drie Garantiën (Spaans: Plan Trigarante) was een proclamatie (Mexicaans: plan), die op 24 februari 1821 werd uitgeroepen door Agustín de Iturbide en Vicente Guerrero. Het plan werd getekend in Iguala, in wat nu Guerrero is.
De ondertekenaars riepen op tot onafhankelijkheid van Mexico. Het land zou een monarchie worden waarin het rooms-katholicisme als enige godsdienst toegestaan zou worden en er zou gelijkheid voor alle sociaal-etnische groepen bewerkstelligd worden. Deze drie 'Garantiën' werden samengevat als Religión, Independencia y Unión, Religie, Onafhankelijkheid en Eenheid. Om dit te bewerkstelligen werd het Leger van de Drie Garantiën opgericht, dat bestond uit de verenigde manschappen van Iturbide, Guerrero en Guadalupe Victoria. In augustus deed dit leger zijn intrede in Mexico-Stad en tekende vicekoning Juan de O'Donojú het verdrag van Córdoba, waarbij de onafhankelijkheid van Mexico erkend werd.